# Storie di ordinaria follia (film)
Storie di ordinaria follia è un film del 1981 diretto da Marco Ferreri ed interpretato da Ben Gazzara e Ornella Muti. Fu girato in lingua inglese negli USA.
Il titolo e gli argomenti trattati sono basati sui lavori e sulla persona del poeta statunitense Charles Bukowski; il titolo ricalca quello di una raccolta di racconti dello stesso Bukowski pubblicata nel 1972, intitolata Storie di Ordinaria follia. Erezioni Eiaculazioni Esibizioni.

## Trama
Dal microfono di un teatro, lo scrittore Charles Serking, declama una poesia sullo stile alternando le parole ai sorsi di vino. Nel camerino, lo attende una ragazza nana, che gli si concede per rubargli il biglietto per Los Angeles. Di ritorno a casa l'uomo subisce rimproveri dalla moglie, per poi invaghirsi di un'avvenente bionda incrociata sulla spiaggia. La segue a casa e la possiede brutalmente, ma poi questa lo denuncia per violenza carnale. Successivamente accetta un posto in una casa editrice a New York, ma l'alcolismo lo rende inadempiente ai suoi compiti. L'amore è tutto per Cass, la più bella ragazza del quartiere, perduta in un delirio autodistruttivo e vari tentativi di suicidio: quando l'ennesimo tentativo riesce, l'unica consolazione per Serking (le cui promesse d'amore si sono rivelate insufficienti) sarà di riuscire a baciare il suo cadavere nella bara.

## Produzione
La sceneggiatura, di Sergio Amidei, attinge principalmente dai racconti La più bella donna della città, Nascita, vita e morte di un giornale underground e Violenza carnale.
La lavorazione del film, fino alla sua prima proiezione - in cui lo scrittore critica pesantemente la recitazione del protagonista che, nonostante usi pseudonimi e nomi fittizi, si riconoscono benissimo nell'attore Ben Gazzara - sono ricordati da Bukowski nel racconto Pazzo abbastanza contenuto nella raccolta Niente canzoni d'amore, (edizione TEA ISBN 978-88-502-1927-8).

## Riconoscimenti
- 1981 - Festival di San Sebastián
  - Concha de Oro a Marco Ferreri
- 1982 - David di Donatello
  - Miglior regista a Marco Ferreri
  - Migliore sceneggiatura a Sergio Amidei e Marco Ferreri
  - Migliore fotografia a Tonino Delli Colli
  - Miglior montaggio a Ruggero Mastroianni
  - Nomination Miglior film a Marco Ferreri
  - Nomination Migliore attrice protagonista a Ornella Muti
  - Nomination Migliore scenografia a Dante Ferretti
- 1982 - Nastro d'argento
  - Regista del miglior film a Marco Ferreri
  - Migliore fotografia a Tonino Delli Colli
- 1982 - Grolla d'oro
  - Migliore regista a Marco Ferreri